# Uebeschi
Uebeschi är en ort och kommun i distriktet Thun i kantonen Bern, Schweiz. Kommunen har 731 invånare (2023).